# Edwin M. Stanton
Edwin McMasters Stanton (19. december 1814 – 4. december 1869), var en amerikansk advokat og politiker. Han var justitsminister inden borgerkrigen og gjorde senere tjeneste som krigsminister under en stor del af den amerikanske borgerkrig og den efterfølgende genforeningsperiode. 

## Tidlige år og karriere
Stanton blev født i Steubenville, Ohio, det ældste af David og Lucy (née Norman) Stantons fire børn. Hans far var en læge ud af en Kvæker familie. Stanton begyndte sit politiske liv som advokat i Ohio og som Demokratisk modstander af slaveri. Efter at have forladt Kenyon College i 1833 for at få job så han kunne ernære sin familie blev han optaget i advokatkollegiet i Ohio i 1836. Stanton byggede et hus i den lille by Cadiz, Ohio, og fungerede som advokat der indtil 1847, hvor han flyttede til Pittsburgh, Pennsylvania.

## Jura og politik
I 1856 flyttede Stanton til Washington, D.C., hvor han havde en stor praksis med at føre sager for Højesteret. I 1859 var Stanton forsvarsadvokat i den sensationelle retssag mod Daniel E. Sickles, en politiker og senere general i Unionens hær, som stod tiltalt for at have myrdet sin kones elsker, Philip Barton Key, men blev frikendt efter at Stanton påstod, at han var sindssyg i gerningsøjeblikket. Det var første gang denne påstand blev fulgt af en domstol i USA. 

### Justitsminister
I 1860 blev han udpeget til justitsminister (Attorney General) af præsident James Buchanan. Han var stærkt imod Sydstaternes udtræden af Unionen og får af historikerne æren for at ændre Buchanans holdning fra at tolerere udtræden til at fordømme den som i modstrid med forfatningen og ulovligt. 

## Krigstid

### Borgerkrigen
Stanton var politisk modstander af Republikaneren Abraham Lincoln i 1860. Efter at Lincoln var blevet valgt som præsident accepterede Stanton at fungere som juridisk rådgiver for den ineffektive krigsminister Simon Cameron, som han efterfulgte den 15. januar 1862. Han accepterede kun posten for at "hjælpe med til at redde landet". Han var meget effektiv til at styre det enorme krigsministerium, men brugte en stor del af sin tid på at forfølge officerer i Unionshæren, som han mistænkte for at have sympati for Sydstaterne. Den meste berømte af disse var generalmajor Fitz John Porter. Stanton brugte sin magt som krigsminister til at sikre sig, at alle de generaler, som deltog i krigsretten, ville stemme for domfældelse eller ikke kunne opnå yderligere forfremmelser. 
Den 8. august 1862 udsendte Stanton en ordre om at "arrestere og fængsle enhver person eller personer, som i handling, tale eller skrift bidrager til at modvirke at frivillige lader sig hverve, eller på anden måde giver hjælp og støtte til fjenden eller på anden vis er illoyal over for Amerikas Forenede Stater." 
Præsidenten anerkendte Stantons evner, men når det var nødvendigt, lykkedes det Lincoln at manøvrere uden om ham. Stanton prøvede en gang at fyre lederen af Krigsministeriets Telegrafkontor, Thomas Eckert, men Lincoln forhindrede dette ved at prise Eckert overfor Stanton. På den anden side, da der blev udøvet pres for at få fjernet den upopulære minister fra hans post, svarede Lincoln: "Hvis De kan finde en anden krigsminister som ham, vil jeg gladelig udpege ham". 
Licolns sidste handling som præsident bestod i at omgøre Stantons beslutning om at lade George S.E. Vaughn henrette for spionage. Lincoln benådede ham en time inden han selv blev myrdet.
Stanton blev Republikaner og ændrede tilsyneladende mening om Lincoln. Ved Lincolns død bemærkede Stanton: "Nu tilhører han evigheden" og sagde rosende: "Der ligger den mest perfekte regent som verden nogensinde har oplevet". Han fulgte energisk tilfangetagelsen og domfældelsen over konspiratorerne, som var involveret i mordet på Lincoln. Disse foregik ikke ved civile domstole med ved et militær tribunal, og var derfor under Stantons formynderskab.
Stanton er efterfølgende blevet beskyldt for at have påvirket vidner og andre aktiviteter som fordrejede resultatet af disse retssager.  

### Andrew Johnsons administration
Stanton fortsatte på posten som krigsminister under præsident Andrew Johnson indtil 1868. Hans forhold til præsidenten var ikke godt og Johnson forsøgte at få fjernet Stanton fra sit kabinet og erstattet med general Lorenzo Thomas. Stanton barrikaderede sig imidlertid på sit kontor, og de radikale Republikanere i Kongressen hævdede at Johnson ikke kunne afskedige nogen som var godkendt af Kongressen uden at Kongressen også godkendte afskedigelsen. Stanton indledte derfor en rigsretssag mod ham. Johnson undgik at blive dømt med en enkelt stemmes overvægt i Senatet. 

### Øjeblikket i Højesteret
Herefter trak Stanton sig tilbage og vendte tilbage til at praktisere jura. Året efter blev han udpeget af præsident Grant til Højesteret, men han døde blot fire dage efter at Senatet havde bekræftet hans udnævnelse. Han blev taget i ed på sin dødsseng, og har rekorden for den korteste embedstid i højesteret. Han døde i Washington DC og ligger begravet der på Oak Hill Cemetery.

## Arven
- En dollar sedler fra 1890 og 1891 havde portrætter af Stanton på bagsiden.
- Stanton optræder på den fjerde udgave af delemønt på 50 cents.
- Stanton Park, fire blokke fra Kongresbygningen i Washington, D.C. er opkaldt efter ham
- Stanton College Preparatory School i Jacksonville, Florida bærer også hans navn.
- En dampmaskine fra 1862 blev døbt "E. M. Stanton" til ære for den ny krigsminister.